# Alan Zaslove
 (février 2025).
Si vous disposez d'ouvrages ou d'articles de référence ou si vous connaissez des sites web de qualité traitant du thème abordé ici, merci de compléter l'article en donnant les références utiles à sa vérifiabilité et en les liant à la section « Notes et références ».
Alan Louis Zaslove est un animateur, réalisateur et producteur américain né le 6 avril 1927 à New York (État de New York) et mort le 3 octobre 2019 à Sherman Oaks (Los Angeles, Californie).

## Biographie
Alan Zaslove a débuté en 1943 en tant que employé de bureau pour les studios de Leon Schlesinger, avant de travailler pour United Productions of America. Il a fait de l'animation pour le film Gerald McBoing-Boing et des épisodes courts avec Mister Magoo. Zaslove a également travaillé sur plusieurs autres dessins animés pour le cinéma et la télévision tels que The Alvin Show, Roger Ramjet, Popeye the Sailor avec Popeye, Les Aventures célèbres de Monsieur Magoo, Joyeux Noël, Charlie Brown !, The Phantom Tollbooth, CBS Library, Un Noël de Chipmunk, Freedom 2000, Fractured Fairy Tales, Georges de la jungle, Carnival of the Animals, The Hoober-Bloob Highway, Tom Thumb adaptant Tom Pouce, The Night Before Christmas adaptant A Visit from St. Nicholas, Clerow Wilson and the Miracle of P.S. 14 et Stanley, the Ugly Duckling. Plus tard, il travailla pour Hanna-Barbera et Disney. Chez Hanna-Barbera, Zaslove a travaillé sur plusieurs de leurs œuvres telles que Space Stars, Yogi et compagnie, Paw Paws, Les Schtroumpfs, Les 13 fantômes de Scooby-Doo, Le défi des Gobots, Les Snorky, La saison de 1985 des Les Jetson, Le film d'animation de 1985 de Les Pitous et Galtar et la Lance d'or.
Pendant son séjour à Disney, il produit et réalise des séries d'animation télévisées et téléfilms dont La Bande à Picsou, Aladdin, Les Gummi, Myster Mask, Tic et Tac, les rangers du risque (qu'il a co-créé avec Tad Stones), Le retour de Jafar, Les contes enchantés de Jasmine: Le voyage d'une princesse et Pocahontas 2: Un monde nouveau. Il a partagé avec son équipe, nominations aux Daytime Emmy Awards pour son travail sur Myster Mask. Lorsqu'il ne travaillait pas pour Disney, Zaslove travaillait comme producteur et réalisateur sur Le Nouveau Woody Woodpecker Show pour Universal Animation Studios.
Zaslove est mort le 3 octobre 2019 à l'âge de 91 ans.

## Filmographie

### Comme réalisateur
- 1961-1962 : The Alvin Show (série télévisée, 4 épisodes)
- 1971 : Curiosity Shop (série télévisée, 1 épisode)[3]
- 1975 : The Hoober-Bloob Highway (TV)
- 1984-1985 : Les Schtroumpfs (The Smurfs) (série télévisée, 50 épisodes)
- 1985 : Le Défi des gobots (Challenge of the GoBots) (série télévisée)
- 1985 : Galtar et la Lance d'or (Galtar and the Golden Lance) (série télévisée)
- 1985 : Les Pitous (The Pound Puppies) (TV)
- 1985 : Les Treize Fantômes de Scooby-Doo (The 13 Ghosts of Scooby-Doo) (série télévisée, 13 épisodes)
- 1985 :  Les Snorky (Snorks) (série télévisée, 10 épisodes)
- 1985 : Les Jetson (Jetsons) (série télévisée, 41 épisodes)
- 1985-1986 : Paw Paws (série télévisée, 21 épisodes)
- 1985-1987 : Yogi et compagnie (Yogi's Treasure Hunt) (série télévisée, 4 épisodes)
- 1986 : GoBots: War of the Rock Lords
- 1987 : Les Gummi (The Gummi Bears) (série télévisée, 8 épisodes)
- 1987-1990 : La Bande à Picsou (DuckTales) (série télévisée, 21 épisodes)
- 1988-1990 : Tic et Tac, les rangers du risque (Chip 'n Dale Rescue Rangers) (série télévisée, 37 épisodes)
- 1991-1992 : Myster Mask (Darkwing Duck) (série télévisée, 91 épisodes)
- 1994 : Le Retour de Jafar (The Return of Jafar) (vidéo)
- 1994-1995 : Aladdin (série télévisée, 40 épisodes)
- 2000 : Le Nouveau Woody Woodpecker Show (The New Woody Woodpecker Show) (série télévisée, 1 épisode)
- 2005 : Les contes enchantés de Jasmine: Le voyage d'une princesse (Jasmine's Enchanted Tales: Journey of a Princess) (vidéo)

### Comme producteur
- 1987 : Les Gummi (The Gummi Bears) (série télévisée, 8 épisodes)
- 1988-1990 : Tic et Tac, les rangers du risque (Chip 'n Dale Rescue Rangers) (série télévisée, 65 épisodes)
- 1990 : La Bande à Picsou (DuckTales) (série télévisée, 4 épisodes)
- 1991-1992 : Myster Mask (Darkwing Duck) (série télévisée, 91 épisodes)
- 1994 : Le Retour de Jafar (The Return of Jafar) (vidéo)
- 1994-1995 : Aladdin (série télévisée, 78 épisodes)
- 1998 : Pocahontas 2: Un monde nouveau (Pocahontas 2: Journey to a New World) (vidéo)
- 1999-2002 : Le Nouveau Woody Woodpecker Show (The New Woody Woodpecker Show) (série télévisée, 4 épisodes)
- 2005 : Les contes enchantés de Jasmine: Le voyage d'une princesse (Jasmine's Enchanted Tales: Journey of a Princess) (vidéo)